# 決勝時刻：魅影
《決勝時刻：魅影》是一款由Infinity Ward製作、美國動視發行第一人稱射擊遊戲。遊戲於2013年11月5日發行，並將在Microsoft Windows、PlayStation 3、Wii U、Xbox 360平台以及PlayStation 4和Xbox One次世代平台推出。本作是使命召喚系列的第10部作品，也是该系列第一部在第八世代游戏机运行的作品，该游戏的Xbox 360版本于2016年6月29日在Xbox One平台向下兼容，是唯一一个Xbox One平台向下兼容的次世代游戏。

## 遊戲背景
本作為現代戰爭系列的平行故事，隨著中東受核戰爭所摧毀後，2017年美國陷入經濟危機而失去世界霸主之位。南美石油生產國為應對全球經濟危機而組成「聯邦」（Federation）並迅速堀起成為超級大國，短時間征服了中美洲及加勒比海，然後對美國展開侵略，美軍元氣大傷。殘餘的美軍組成一支名為「魅影」（Ghosts）的秘密精銳部隊。

## 遊戲劇情
前美國陸軍上尉伊萊亞斯(Elias Walker)在聖地牙哥向兒子大衛（David 'Hesh' Walker）與羅根（Logan Walker）講述魅影的背景之際，南美聯邦成員入侵美國軌道防禦平台（Orbital Defense Initiative，ODIN）太空站並向美國西岸城市發動攻擊。殘存的太空站人員在毀滅太空站後犧牲，大衛、羅根與父親及時逃生。
十年後大衛與羅根兄弟檔已是美軍的成員（上司為父親伊萊亞斯），美國與南美聯邦於被毀城市內之戰事亦陷入膠著狀態。兩人在一次的行動中發現一名協助南美聯邦的叛逃者洛克(Rorke)，兩人不久被伏擊但及時被魅影小隊所救：魅影小隊正在尋找被洛克虜走的成員阿賈克斯(Ajax)。兩人與魅影小隊一同行動後（營救行動以阿賈克斯被殺告終）發現其父親伊萊亞斯就是魅影指揮官，伊萊亞斯表示洛克曾是魅影指揮官，但在一次刺殺南美聯邦總統的行動中被自己犧牲，故洛克生還後投靠南美聯邦並欲追殺當年的所有隊友。
魅影小隊其後成功追查及俘虜洛克，但回程時飛機被洛克手下騎劫，魅影小隊墜落於亞馬遜森林並目擊一枚火箭升空。於往後數次行動後各人於巴西里約熱內盧一所研究設施內發現南美聯邦已透過逆向工程建造了其軌道防禦平台太空站。魅影小隊於毀滅設施後於拉斯維加斯與伊萊亞斯會合但被洛克俘虜，伊萊亞斯被殺但大衛與羅根成功逃出。
美軍向太空站與南美聯邦位於智利之控制中心發動同步攻擊，大衛與羅根亦為報父仇而追擊洛克，但洛克生還並在折斷羅根的手臂後俘虜羅根，表示有意把他洗腦以進行其追殺魅影隊員之計畫。

## 滅絕模式 （Extinction）
系列新導入之網上四人合作模式（亦可單人離線進行）。美國防禦平台太空站發射後約兩星期，一小鎮受隕石撞擊並有外星生命體出沒，隊員須以被交托之雷射鑽探毀滅鎮上之十多個巢穴（Hives），同時抵抗外星生命體之波狀攻擊並守護鑽探免被破壞，完成後啟動核彈返回起點離開小鎮。
玩家可透過毀滅巢穴和殺死外星生命體可獲取經驗值，逐步升級以解封等級更高的裝備和職業。每毀滅一巢穴及完成是次隨機挑戰任務均可取得點數以增強自身職能或裝備效能。

## 遊戲開發
2013年2月7日，動視確認決勝時刻系列新作品正在開發、並預計於2013年第四季上市。動視同時指出由於正處於次世代遊戲平台過渡期、預期《魅影》（或譯《幽靈》）運算效果可能比《黑色行動2》稍遜，PS4遊戲解析度為1080P，XBOX ONE則只有720P。
隨著《現代戰爭》系列故事在《決勝時刻：現代戰爭3》中完結，新的劇情系列《魅影》會隨著次世代家用主機進入市場。隨著遊戲問世，經過升級的遊戲引擎IW引擎也會同時公開。(官方起初聲稱是已全新遊戲引擎開發,但最後Infinity Ward則解釋只是使用經過升級的IW引擎)Raven Software和Neversoft會在遊戲開發中協助Infinity Ward。

### 公佈
2013年4月29日，決勝時刻官方網站更新、利用記錄來自Twitter及Facebook訪問的用戶頭像在首頁平湊成相片馬賽克。翌日，相片馬賽克拼湊完畢、並顯示骷顱圖騰及語句「魅影乃實」（"The Ghosts are real."）。在此之前已有不少關於《魅影》的消息洩漏，特別是全球第三大零售商特易購不慎將魅影列於PlayStation 3遊戲目錄內。除此之外還有諸如塔吉特、Xtralife等零售商在PlayStation 3、Xbox 360及Microsoft Windows平台遊戲目錄中列入《魅影》。
《魅影》真人預告片標題為「Masked Warriors」，回顧歷史上各種佩戴面具的戰士、最後一群現代戰士戴上與官方特典上相同的骷顱圖案面具，《魅影》也在XBOX ONE公開時展出。

## 銷售
銷售第一天收貨1億美元，不如前作決勝時刻：黑色行動2，不過成為剛上市的XBOX ONE及PS4平台銷售最多的遊戲。

## 評價
| 汇总媒体   | 得分                                                                            |
| ---------- | ------------------------------------------------------------------------------- |
| Metacritic | (PS4) 78/100 (XONE) 78/100 (X360) 73/100 (PS3) 71/100 (WiiU) 69/100 (PC) 68/100 |

| 媒体                    | 得分   |
| ----------------------- | ------ |
| 电脑与电子游戏          | 7/10   |
| Destructoid             | 5/10   |
| Edge                    | 7/10   |
| 电子游戏月刊            | 7.5/10 |
| Eurogamer               | 7/10   |
| Game Informer           | 8/10   |
| GamesRadar+             | [ 25 ] |
| GameSpot                | 8/10   |
| GameTrailers            | 7.0/10 |
| GameZone                | 7.5/10 |
| Giant Bomb              | [ 29 ] |
| IGN                     | 8.8/10 |
| Joystiq                 | [ 31 ] |
| 英国PlayStation官方杂志 | 8/10   |
| 官方Xbox杂志            | 8/10   |
| 官方Xbox杂志英国        | 8/10   |
| Polygon                 | 6.5/10 |
| VideoGamer.com          | 7/10   |
| Digital Spy             | [ 37 ] |
| Metro (UK)              | 8/10   |
| Mirror.co.uk            | [ 39 ] |
| NowGamer                | 7.5/10 |
| PlayStation LifeStyle   | 8.0/10 |

評價反應普遍良好，大部分稱讚多人遊戲和滅絕模式，主要批評單人劇情戰役沒有太大創新。

## 主題曲
Eminem-Survival

## 外部連結
- 官方网站